# Montia bostockii
Montia bostockii är en källörtsväxtart som först beskrevs av Porsild, och fick sitt nu gällande namn av Stanley Larson Welsh. Montia bostockii ingår i släktet källörter, och familjen källörtsväxter. Inga underarter finns listade i Catalogue of Life.